# کبوتر میوه‌خوار خاکستری-سبز
کبوتر میوه‌خار خاکستری-سبز (نام علمی: Ptilinopus purpuratus) نام یک گونه از سرده کبوتر میوه‌خوار است.